# Barotropia

Estratificació de la pressió i la densitat d'un fluid barotròpic.

En meteorologia, la barotropia d'un fluid és una característica per la qual les línies de pressió constants (isòbares) coincideixen amb les de densitat constants (isopicniques). Això permet una relació en què la pressió només depèn de la densitat, no d'altres camps, és a dir:
{\displaystyle \,P=P(\rho )\propto P(T)}.
Una atmosfera barotròpica és aquella atmosfera en la qual la pressió depèn tan sols en la densitat i viceversa.En general, qualsevol fluid isoentròpic o isoterm serà un barotròpic. Això succeeix a l'atmosfera terrestre en els tròpics, ja que allà les diferències de temperatura entre una zona i una altra al mateix nivell són petites. El contrari d'una atmosfera barotròpica és una atmosfera baroclina.
Un flux barotròpic és una generalització d'una atmosfera barotròpica: es tracta d'un flux en el qual la pressió és una funció de la densitat i vice versa. És a dir, és un flux en el qual les superfícies isobàriques són superfícies isopícniques i a l'inrevés. Es pot donar el cas d'un flux barotròpic amb un fluid no barotròpic, però un fluid barotròpic ha de seguir sempre un flux barotròpic. Exemples inclourien les capes barotròpiques dels oceans, un gas ideal isotermal o un gas ideal isentròpic.
Els fluids barotròpics són també fluids idealitzats importants en astrofísica, com l'estudi de l'interior estel·lar o del medi interestel·lar.